# Vitbrynad skogssångare
Vitbrynad skogssångare (Myiothlypis leucophrys) är en fågel i familjen skogssångare inom ordningen tättingar.

## Utseende och läte
Vitbrynad skogssångare är mestadels olivgrön ovan och grå under. Noterbart är det breda vita ögonbrynsstrecket som gett den sitt namn, kantat av grått och en smal svart ögonmask. Den har vidare en grå sjal på strupen och vitt ansikte. Den ljudliga sången består av en melodisk serie med klingande toner.

## Utbredning och systematik
Fågeln förekommer i galleriskog i sydcentrala Brasilien. Den behandlas som monotypisk, det vill säga att den inte delas in i några underarter.

## Levnadssätt
Vitbrynad skogssångare hittas i skog nära vatten. Där födosöker den mycket aktivt i undervegetationen, konstant knyckande på stjärten.

## Status och hot
Arten har ett stort utbredningsområde, men tros minska i antal, dock inte tillräckligt kraftigt för att den ska betraktas som hotad. Internationella naturvårdsunionen IUCN listar arten som livskraftig (LC).